# Stamboom Amalia van Nassau-Siegen (1613-1669)
Dit is de stamboom van gravin Amalia van Nassau-Siegen (1613–1669).
| Stamboom Amalia van Nassau-Siegen (1613–1669) | Stamboom Amalia van Nassau-Siegen (1613–1669)                                                                          | Stamboom Amalia van Nassau-Siegen (1613–1669)                                                                          | Stamboom Amalia van Nassau-Siegen (1613–1669)                                                                          | Stamboom Amalia van Nassau-Siegen (1613–1669)                                                                          | Stamboom Amalia van Nassau-Siegen (1613–1669)                                                                          | Stamboom Amalia van Nassau-Siegen (1613–1669)                                                                          | Stamboom Amalia van Nassau-Siegen (1613–1669)                                                                          | Stamboom Amalia van Nassau-Siegen (1613–1669)                                                                          | Stamboom Amalia van Nassau-Siegen (1613–1669) | Stamboom Amalia van Nassau-Siegen (1613–1669) | Stamboom Amalia van Nassau-Siegen (1613–1669)                                                                           | Stamboom Amalia van Nassau-Siegen (1613–1669)                                                                           | Stamboom Amalia van Nassau-Siegen (1613–1669)                                                                           | Stamboom Amalia van Nassau-Siegen (1613–1669) | Stamboom Amalia van Nassau-Siegen (1613–1669) | Stamboom Amalia van Nassau-Siegen (1613–1669)                                                                           |
| --------------------------------------------- | --- | --- | --- | --- | --- | --- | --- | --- | --- | --- | --- | --- | --- | --- | --- | --- |
| Betovergrootouders                            | Johan V van Nassau-Siegen (1455–1516) ⚭ 1482 Elisabeth van Hessen-Marburg (1466–1523)                                  | Johan V van Nassau-Siegen (1455–1516) ⚭ 1482 Elisabeth van Hessen-Marburg (1466–1523)                                  | Botho III van Stolberg-Wernigerode (1467–1538) ⚭ 1500 Anna van Eppstein-Königstein (1481–1538)                         | Botho III van Stolberg-Wernigerode (1467–1538) ⚭ 1500 Anna van Eppstein-Königstein (1481–1538)                         | Johan IV van Leuchtenberg (1470–1531) ⚭ 1502 Margaretha van Schwarzburg-Blankenburg (1482–1518)                        | Johan IV van Leuchtenberg (1470–1531) ⚭ 1502 Margaretha van Schwarzburg-Blankenburg (1482–1518)                        | Frederik V ‘de Oudere’ van Brandenburg-Ansbach (1460–1536) ⚭ 1479 Sofia van Polen (1464–1512)                          | Frederik V ‘de Oudere’ van Brandenburg-Ansbach (1460–1536) ⚭ 1479 Sofia van Polen (1464–1512)                          | Frederik I van Denemarken (1471–1533) ⚭ 1502 Anna van Brandenburg (1487–1514) | Frederik I van Denemarken (1471–1533) ⚭ 1502 Anna van Brandenburg (1487–1514) | Magnus I van Saksen-Lauenburg (?–1543) ⚭ 1509 Catharina van Brunswijk-Wolfenbüttel (?–1563)                             | Magnus I van Saksen-Lauenburg (?–1543) ⚭ 1509 Catharina van Brunswijk-Wolfenbüttel (?–1563)                             | Filips I van Brunswijk-Grubenhagen (ca. 1476–1551) ⚭ 1517 Catharina van Mansfeld (1501–1535)                            | Filips I van Brunswijk-Grubenhagen (ca. 1476–1551) ⚭ 1517 Catharina van Mansfeld (1501–1535) | George I van Pommeren (1493–1531) ⚭ 1513 Amalia van de Palts (1490–1524) | George I van Pommeren (1493–1531) ⚭ 1513 Amalia van de Palts (1490–1524)                                                |
| Overgrootouders                               | Willem I ‘de Rijke’ van Nassau-Siegen (1487–1559) ⚭ 1531 Juliana van Stolberg-Wernigerode (1506–1580)                  | Willem I ‘de Rijke’ van Nassau-Siegen (1487–1559) ⚭ 1531 Juliana van Stolberg-Wernigerode (1506–1580)                  | Willem I ‘de Rijke’ van Nassau-Siegen (1487–1559) ⚭ 1531 Juliana van Stolberg-Wernigerode (1506–1580)                  | Willem I ‘de Rijke’ van Nassau-Siegen (1487–1559) ⚭ 1531 Juliana van Stolberg-Wernigerode (1506–1580)                  | George III van Leuchtenberg (1502–1555) ⚭ 1528 Barbara van Brandenburg-Ansbach (1495–1552)                             | George III van Leuchtenberg (1502–1555) ⚭ 1528 Barbara van Brandenburg-Ansbach (1495–1552)                             | George III van Leuchtenberg (1502–1555) ⚭ 1528 Barbara van Brandenburg-Ansbach (1495–1552)                             | George III van Leuchtenberg (1502–1555) ⚭ 1528 Barbara van Brandenburg-Ansbach (1495–1552)                             | Christiaan III van Denemarken (1503–1559) ⚭ 1525 Dorothea van Saksen-Lauenburg (1511–1571) | Christiaan III van Denemarken (1503–1559) ⚭ 1525 Dorothea van Saksen-Lauenburg (1511–1571) | Christiaan III van Denemarken (1503–1559) ⚭ 1525 Dorothea van Saksen-Lauenburg (1511–1571)                              | Christiaan III van Denemarken (1503–1559) ⚭ 1525 Dorothea van Saksen-Lauenburg (1511–1571)                              | Ernst V van Brunswijk-Grubenhagen (1518–1567) ⚭ 1547 Margaretha van Pommeren (1518–1569)                                | Ernst V van Brunswijk-Grubenhagen (1518–1567) ⚭ 1547 Margaretha van Pommeren (1518–1569) | Ernst V van Brunswijk-Grubenhagen (1518–1567) ⚭ 1547 Margaretha van Pommeren (1518–1569) | Ernst V van Brunswijk-Grubenhagen (1518–1567) ⚭ 1547 Margaretha van Pommeren (1518–1569)                                |
| Grootouders                                   | Johan VI ‘de Oude’ van Nassau-Siegen (1536–1606) ⚭ 1559 Elisabeth van Leuchtenberg (1537–1579)                         | Johan VI ‘de Oude’ van Nassau-Siegen (1536–1606) ⚭ 1559 Elisabeth van Leuchtenberg (1537–1579)                         | Johan VI ‘de Oude’ van Nassau-Siegen (1536–1606) ⚭ 1559 Elisabeth van Leuchtenberg (1537–1579)                         | Johan VI ‘de Oude’ van Nassau-Siegen (1536–1606) ⚭ 1559 Elisabeth van Leuchtenberg (1537–1579)                         | Johan VI ‘de Oude’ van Nassau-Siegen (1536–1606) ⚭ 1559 Elisabeth van Leuchtenberg (1537–1579)                         | Johan VI ‘de Oude’ van Nassau-Siegen (1536–1606) ⚭ 1559 Elisabeth van Leuchtenberg (1537–1579)                         | Johan VI ‘de Oude’ van Nassau-Siegen (1536–1606) ⚭ 1559 Elisabeth van Leuchtenberg (1537–1579)                         | Johan VI ‘de Oude’ van Nassau-Siegen (1536–1606) ⚭ 1559 Elisabeth van Leuchtenberg (1537–1579)                         | Johan ‘de Jongere’ van Sleeswijk-Holstein-Sonderburg (1545–1622) ⚭ 1568 Elisabeth van Brunswijk-Grubenhagen (1550–1586)                                                                                  | Johan ‘de Jongere’ van Sleeswijk-Holstein-Sonderburg (1545–1622) ⚭ 1568 Elisabeth van Brunswijk-Grubenhagen (1550–1586)                                                                                  | Johan ‘de Jongere’ van Sleeswijk-Holstein-Sonderburg (1545–1622) ⚭ 1568 Elisabeth van Brunswijk-Grubenhagen (1550–1586) | Johan ‘de Jongere’ van Sleeswijk-Holstein-Sonderburg (1545–1622) ⚭ 1568 Elisabeth van Brunswijk-Grubenhagen (1550–1586) | Johan ‘de Jongere’ van Sleeswijk-Holstein-Sonderburg (1545–1622) ⚭ 1568 Elisabeth van Brunswijk-Grubenhagen (1550–1586) | Johan ‘de Jongere’ van Sleeswijk-Holstein-Sonderburg (1545–1622) ⚭ 1568 Elisabeth van Brunswijk-Grubenhagen (1550–1586) | Johan ‘de Jongere’ van Sleeswijk-Holstein-Sonderburg (1545–1622) ⚭ 1568 Elisabeth van Brunswijk-Grubenhagen (1550–1586) | Johan ‘de Jongere’ van Sleeswijk-Holstein-Sonderburg (1545–1622) ⚭ 1568 Elisabeth van Brunswijk-Grubenhagen (1550–1586) |
| Ouders                                        | Johan VII ‘de Middelste’ van Nassau-Siegen (1561–1623) ⚭ 1603 Margaretha van Sleeswijk-Holstein-Sonderburg (1583–1658) | Johan VII ‘de Middelste’ van Nassau-Siegen (1561–1623) ⚭ 1603 Margaretha van Sleeswijk-Holstein-Sonderburg (1583–1658) | Johan VII ‘de Middelste’ van Nassau-Siegen (1561–1623) ⚭ 1603 Margaretha van Sleeswijk-Holstein-Sonderburg (1583–1658) | Johan VII ‘de Middelste’ van Nassau-Siegen (1561–1623) ⚭ 1603 Margaretha van Sleeswijk-Holstein-Sonderburg (1583–1658) | Johan VII ‘de Middelste’ van Nassau-Siegen (1561–1623) ⚭ 1603 Margaretha van Sleeswijk-Holstein-Sonderburg (1583–1658) | Johan VII ‘de Middelste’ van Nassau-Siegen (1561–1623) ⚭ 1603 Margaretha van Sleeswijk-Holstein-Sonderburg (1583–1658) | Johan VII ‘de Middelste’ van Nassau-Siegen (1561–1623) ⚭ 1603 Margaretha van Sleeswijk-Holstein-Sonderburg (1583–1658) | Johan VII ‘de Middelste’ van Nassau-Siegen (1561–1623) ⚭ 1603 Margaretha van Sleeswijk-Holstein-Sonderburg (1583–1658) | Johan VII ‘de Middelste’ van Nassau-Siegen (1561–1623) ⚭ 1603 Margaretha van Sleeswijk-Holstein-Sonderburg (1583–1658)                                                                                   | Johan VII ‘de Middelste’ van Nassau-Siegen (1561–1623) ⚭ 1603 Margaretha van Sleeswijk-Holstein-Sonderburg (1583–1658)                                                                                   | Johan VII ‘de Middelste’ van Nassau-Siegen (1561–1623) ⚭ 1603 Margaretha van Sleeswijk-Holstein-Sonderburg (1583–1658)  | Johan VII ‘de Middelste’ van Nassau-Siegen (1561–1623) ⚭ 1603 Margaretha van Sleeswijk-Holstein-Sonderburg (1583–1658)  | Johan VII ‘de Middelste’ van Nassau-Siegen (1561–1623) ⚭ 1603 Margaretha van Sleeswijk-Holstein-Sonderburg (1583–1658)  | Johan VII ‘de Middelste’ van Nassau-Siegen (1561–1623) ⚭ 1603 Margaretha van Sleeswijk-Holstein-Sonderburg (1583–1658) | Johan VII ‘de Middelste’ van Nassau-Siegen (1561–1623) ⚭ 1603 Margaretha van Sleeswijk-Holstein-Sonderburg (1583–1658) | Johan VII ‘de Middelste’ van Nassau-Siegen (1561–1623) ⚭ 1603 Margaretha van Sleeswijk-Holstein-Sonderburg (1583–1658)  |
| Amalia van Nassau-Siegen (1613–1669)          | | | | | | | | | | | | | | | | |
| Echtgenoten                                   | ⚭ 1636 Herman Wrangel af Salmis (1587–1643)                                                                            | ⚭ 1636 Herman Wrangel af Salmis (1587–1643)                                                                            | ⚭ 1636 Herman Wrangel af Salmis (1587–1643)                                                                            | ⚭ 1636 Herman Wrangel af Salmis (1587–1643)                                                                            | ⚭ 1636 Herman Wrangel af Salmis (1587–1643)                                                                            | ⚭ 1636 Herman Wrangel af Salmis (1587–1643)                                                                            | ⚭ 1636 Herman Wrangel af Salmis (1587–1643)                                                                            | ⚭ 1636 Herman Wrangel af Salmis (1587–1643)                                                                            | ⚭ 1649 Christiaan August van Palts-Sulzbach (1622–1708) | ⚭ 1649 Christiaan August van Palts-Sulzbach (1622–1708) | ⚭ 1649 Christiaan August van Palts-Sulzbach (1622–1708)                                                                 | ⚭ 1649 Christiaan August van Palts-Sulzbach (1622–1708)                                                                 | ⚭ 1649 Christiaan August van Palts-Sulzbach (1622–1708)                                                                 | ⚭ 1649 Christiaan August van Palts-Sulzbach (1622–1708) | ⚭ 1649 Christiaan August van Palts-Sulzbach (1622–1708) | ⚭ 1649 Christiaan August van Palts-Sulzbach (1622–1708)                                                                 |
| Kinderen                                      | Hendrik Willem Wrangel af Salmis (ca. 1638–1643)                                                                       | Maria Christina Wrangel af Salmis (1638–1691) ⚭ 1657 Koenraad Christoffel van Königsmarck (1634–1673)                  | Maria Christina Wrangel af Salmis (1638–1691) ⚭ 1657 Koenraad Christoffel van Königsmarck (1634–1673)                  | Johan Frederik Wrangel af Salmis (1640–1662)                                                                           | Wolmar Herman Wrangel af Salmis (1641–1675)                                                                            | Margaretha Barbara Wrangel af Salmis (1642–na 1707)                                                                    | Hendrik Willem Wrangel af Salmis (1643–1673)                                                                           | Elisabeth Dorothea Wrangel af Salmis (1644–?) ⚭ 1665 Otto van Scheidingen (1637–1714)                                  | Maria Hedwig Augusta van Palts-Sulzbach (1650–1681) ⚭ 1668 Julius Frans van Saksen-Lauenburg (1641–1689)                                                                                                 | Maria Hedwig Augusta van Palts-Sulzbach (1650–1681) ⚭ 1668 Julius Frans van Saksen-Lauenburg (1641–1689)                                                                                                 | Amalia Sophia van Palts-Sulzbach (1651–1721)                                                                            | Johan August van Palts-Sulzbach (1654–1658)                                                                             | Christiaan Alexander Ferdinand van Palts-Sulzbach (1656–1657)                                                           | Theodoor Eustachius van Palts-Sulzbach (1659–1733) ⚭ 1692 Maria Eleonora van Hessen-Rheinfels-Rotenburg (1675–1720) | Theodoor Eustachius van Palts-Sulzbach (1659–1733) ⚭ 1692 Maria Eleonora van Hessen-Rheinfels-Rotenburg (1675–1720) | |
| Kleinkinderen                                 | – | ? | ? | – | – | – | – | ? | 1. Maria Anna Theresia van Saksen-Lauenburg (1670–1671) 2. Anna Maria Francisca van Saksen-Lauenburg (1672–1741) 3. Zoon (1673–1673) 4. Maria Francisca Sibylla Augusta van Saksen-Lauenburg (1675–1733) | 1. Maria Anna Theresia van Saksen-Lauenburg (1670–1671) 2. Anna Maria Francisca van Saksen-Lauenburg (1672–1741) 3. Zoon (1673–1673) 4. Maria Francisca Sibylla Augusta van Saksen-Lauenburg (1675–1733) | – | – | – | 1. Amalia Augusta Maria Anna van Palts-Sulzbach (1693–1762) 2. Jozef Karel Emanuel August van Palts-Sulzbach (1694–1729) 3. Francisca Christina van Palts-Sulzbach (1696–1776) 4. Ernestine Elisabeth Johanna van Palts-Sulzbach (1697–1775) 5. Johan Willem Filips Anton van Palts-Sulzbach (1698–1699) 6. Johan Christiaan Jozef van Palts-Sulzbach (1700–1733) 7. Elisabeth Eleonora Augusta van Palts-Sulzbach (1702–1704) 8. Anna Christina Louise van Palts-Sulzbach (1704–1723) 9. Johan Willem August van Palts-Sulzbach (1706–1708) | 1. Amalia Augusta Maria Anna van Palts-Sulzbach (1693–1762) 2. Jozef Karel Emanuel August van Palts-Sulzbach (1694–1729) 3. Francisca Christina van Palts-Sulzbach (1696–1776) 4. Ernestine Elisabeth Johanna van Palts-Sulzbach (1697–1775) 5. Johan Willem Filips Anton van Palts-Sulzbach (1698–1699) 6. Johan Christiaan Jozef van Palts-Sulzbach (1700–1733) 7. Elisabeth Eleonora Augusta van Palts-Sulzbach (1702–1704) 8. Anna Christina Louise van Palts-Sulzbach (1704–1723) 9. Johan Willem August van Palts-Sulzbach (1706–1708) | |